# Castelo Novo
Castelo Novo est une freguesia de la municipalité de Fundão, au Portugal.

## Géographie
La superficie de Castelo Novo est de 40,51 km2.

## Population
Castelo Novo comptait une population de 392 habitants en 2016.

## Tourisme
Castelo Novo obtient en 2022 le label Meilleurs villages touristiques de l'Organisation mondiale du tourisme.